# 安蒂·西尔塔拉
安蒂·西尔塔拉（芬蘭語：Antti Siltala；1984年3月14日—）是一位芬蘭排球運動員。他曾經在希臘和土耳其等國聯賽的球隊效力。他也代表芬蘭國家男子排球隊參賽。